# Hyla molleri
Hyla molleri är en groddjursart som beskrevs av Jacques von Bedriaga 1890. Arten ingår i släktet Hyla och familjen lövgrodor. Inga underarter finns listade i Catalogue of Life.
Hyla molleri lever på den Iberiska halvön och i södra Frankrike.